# Botafogo Sport Club
O Botafogo Sport Club, também chamado por fogo ou simplesmente Botafogo, é um clube esportivo brasileiro, fundado na cidade de Salvador e atualmente com sede na cidade de Dias D’Ávila. Possui destaque no futebol, modalidade da qual é um dos clubes mais tradicionais do estado da Bahia, sendo até hoje um dos maiores campeões estaduais.
O Botafogo Sport Club tem 7 títulos do Campeonato Baiano sendo o quarto maior campeão estadual, além disso, conquistou 1 Campeonato Baiano Série B em 2012 e possui 6 títulos do Torneio Início sendo o quinto maior campeão da competição.
 Depois de ter vencido o Campeonato Baiano de 1922, o Botafogo se classificou para o primeiro campeonato regional do nordeste, o Troféu Nordeste de 1923 ao lado do Vitória. Ele foi lider do seu grupo com 6 pontos vencendo clubes como o Cabo Branco da Paraíba por 3 a 1,  América de Pernambuco por 4 a 1 (Clube esse que viria a ser campeão da competição) e o CRB por 5 a 2. Nas semifinais, ele perdeu para o CSA por 2 a 1 e se despediu da competição tendo feito uma ótima campanha.
 Em campeonatos nacionais ele teve apenas uma participação, jogou o Campeonato Brasileiro Série B de 1980, mas não foi muito longe e ficou na 62° posição.

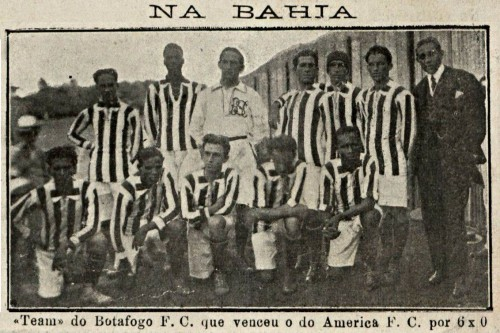
Botafogo Sport Club em 1919, ano em que venceu o seu primeiro Campeonato Baiano.

Antes do Vitória e Bahia se tornarem os maiores clubes do estado, o Botafogo tinha bastante destaque ao lado do Galícia e Ypiranga e os três já foram grandes rivais em épocas passadas.

## História
Foi fundado no dia 1 de novembro de 1914 pelo Sargento Antônio Valverde Veloso, do Corpo de Bombeiros, que buscou inspiração nas cores e no objetivo do seu batalhão para fundar o clube. Suas cores são o vermelho e o branco. Possui sete títulos baianos, sendo então o 4º maior detentor de títulos do estado e foi junto a Esporte Clube Vitória, Esporte Clube Bahia, Esporte Clube Ypiranga e Galícia Esporte Clube um dos clubes dominadores da primeira metade do Século XX.
Representou a Bahia no Primeiro Nacional de Seleções
Em 1922 no primeiro Campeonato Brasileiro de Seleções Estaduais, o Botafogo-BA reforçado apenas de um atleta emprestado por outro clube, representou o estado da Bahia ficando entre os mais bem colocados ao final do torneio. 
Desativação e reativação
O clube fechou seu departamento de futebol em 1990, mas reabriu em 2011 e passou a disputar a 2ª Divisão do Campeonato Baiano, quando eles foram eliminados na primeira fase da competição. O primeiro jogo após o seu regresso foi disputado em 28 de abril de 2011, e o clube foi derrotado por 3 a 0 pelo Ypiranga. Através de parceria firmada entre o Botafogo Sport Club e o município de Terra Nova, os jogos com mando de campo do Botafogo foram disputados no estádio Luís Eduardo Magalhães em 2012. O Botafogo chegou a disputar o Campeonato Baiano nas categorias Infantil e Juvenil em 2001 e 2005, mas sem sucesso.
Retorno à Elite
Em 2012, o clube retornou a primeira divisão do Campeonato Baiano e depois de fazer a final da Segunda Divisão contra a Jacuipense, conquistou o título do campeonato. É o primeiro troféu oficial depois de 74 anos. Já na Primeira Divisão ou clube permaneceu por 2 anos, quando em 2014 foi rebaixado para Segunda Divisão, onde disputou pelo último ano sua competição oficial, onde posteriormente iria se licenciar novamente.
Retorno ao futebol e mudança de cidade
Em 2021, o Botafogo retorna ao profissionalismo, já na cidade de Senhor do Bonfim,  onde o mesmo disputou a Segunda Divisão Baiana 2021.

## Rivalidades
Os principais rivais do Botafogo são o Ypiranga e o Bahia. Fazia com o este um dos maiores clássicos baianos antes da Bahia se polarizar entre os tricolores e o Vitória. Os duelos entre Bahia e Botafogo eram conhecidos como "Clássico do Pote"; o nome veio por conta da promessa de um torcedor alvirrubro, que anunciou que quebraria um pote quando o Botafogo vencesse o rival (o que demoraria dois anos após a declaração). A rixa foi perdendo espaço com a decadência botafoguense e a ascensão do Vitória, ficando esquecida por conta do licenciamento do Botafogo. O Botafogo é o 4º clube com mais participações no campeonato baiano ao todo 72 participações, ficando atrás de Vitória (97), Bahia (81) e do Ypiranga (74).

## Estádio
Uma vez que o clube reabriu as suas atividades em 2011 para o Baianão da 2ª Divisão, eles mandavam através de uma parceria com o Vitória seus jogos em casa no Estádio Manoel Barradas, e, depois, mandava seus jogos em casa no Estádio Roberto Santos. O estádio tem uma capacidade máxima para 32.157 pessoas.
Até 1990, quando o Botafogo fechou suas portas, o time jogava em casa no Estádio Campo da Pólvora, localizado em Salvador.[carece de fontes?]
Para o Campeonato Baiano de 2014, a diretoria do Botafogo fechou parceria com a Secretaria de Esportes da Cidade de Serrinha e mandou seus jogos no Estádio Mariano Santana. Também mandou seus jogos na cidade de Terra Nova. Atualmente manda no Estádio Pedro Amorim Duarte, em Senhor do Bonfim.

## Títulos
| ESTADUAIS | ESTADUAIS                   | ESTADUAIS | ESTADUAIS                                 |
|           | Competição                  | Títulos   | Temporadas                                |
| --------- | --------------------------- | --------- | ----------------------------------------- |
|           | Campeonato Baiano           | 7         | 1919, 1922, 1923, 1926, 1930, 1935 e 1938 |
|           | Campeonato Baiano - Série B | 1         | 2012                                      |
|           | Torneio Início              | 6         | 1924, 1925, 1940, 1948, 1952 e 1963       |
| TOTAL     |                             |           |                                           |
|           | Conquistas                  | Títulos   | Categorias                                |
|           | Títulos Oficiais            | 14        | 14 Estaduais                              |

### Outras conquistas
- Campeão Torneio Bernardo Spector de 1978.
- Campeão de Aspirantes de 1955.
- Campeão Baiano Juvenil de 1978.

## Estatísticas

### Participações
|  | Participações em 2022 |

| Competição | Competição        | Temporadas | Melhor campanha     | Estreia | Última | P | R |
| Bahia      | Campeonato Baiano | 74         | Campeão (7 vezes)   | 1916    | 2014   |   | 3 |
| Bahia      | Segunda Divisão   | 5          | Campeão (2012)      | 1984    | 2022   | 2 |   |
|            | Troféu Nordeste   | 1          | 3º colocado (1923)  | 1923    | 1923   |   |   |
| Brasil     | Série B           | 1          | 62º colocado (1980) | 1980    | 1980   | – | – |